# Vojska Republike Srpske
Vojska Republike Srpske (VRS) je jedna od vojski nastalih iz JNA i jedna od Oružanih snaga BiH. Osnovana je dekretom 12. svibnja 1992. godine, pod punim nazivom "Vojska Srpske Republike Bosne i Hercegovine", kojeg je osobno potpisao predsjednik Srpske Republike BiH Radovan Karadžić, te je od samog nastanka sudjelovala u Ratu u Bosni i Hercegovini. Međutim je prije toga Predsjedništvo SFRJ u Beogradu donijelo političku odluku, te potom Generalštab u Beogradu donio potrebne zapovijedi kojim su određene postrojbe JNA koje će činiti VRS, te o formiranju zapovjedništava koje će tim postrojbama upravljati. Postrojbe koje su činile VRS nisu promijenile ni organizacijsku strukturu, ni zapovjednike, ni odore.
Prvi zapovjednik ove vojske bio je general Ratko Mladić. Vojska je naslijedila oružje i opremu bivše Jugoslavenske narodne armije, te oružje Teritorijalne obrane, oduzeto od općinskih stožera u BiH u kojima su Srbi bili većina. Pod njezinim indirektnim zapovjedništvom bile su i dobrovoljačke, paravojne formacije iz Srbije odnosno Crne Gore, kao "Beli orlovi", "Škorpioni" i druge. Daytonskim sporazumom ušla je u sastav zajedničkih oružanih snaga BiH.
U novije vrijeme, bila je zadužena za obranu teritorija Republike Srpske od rata, poplava, požara i sl. Godine 2005., integrirana je u sastav Oružanih snaga Bosne i Hercegovine, kao 3. pješačka (Republika Srpska) pukovnija.
Međunarodni sud za ratne zločine počinjene na području bivše Jugoslavije prvostupanjskom je presudom 22. studenoga 2017. osudio najviše rangiranog ratnog generala VRS Ratka Mladića na kaznu doživotnoga zatvora, za zločine genocida (po dvije točke), zločine protiv čovječnosti (po pet točaka) i za ratne zločin (po četiri točke) koje je počinio u svojstvu najviše rangiranog generala u Vojsci Republike Srpske i u svrhu stvaranja Republike Srpske.
Svjedočeći na Međunarodnom sudu za ratne zločine počinjene na području bivše Jugoslavije u Haagu, srpski visokopozicionirani obavještajni časnik Slobodan Lazarević je posvjedočio da su Srpska vojska Krajine i Vojska Republike Srpske bili u vrijeme Domovinskog rata, odnosno Rata u Bosni i Hercegovini samo dijelovi Vojske Jugoslavije. Naime su sve oružje i oprema dolazili iz Srbije, a iz Beograda je osiguravan sav časnički kadar i financije. Tako je napad na Bihać izveden uz simultani angažman dva korpusa Vojske RS i tri korpusa Srpske vojske Krajine, uz zapovijedanje izravno iz Generalštaba u Beogradu. Časnici VRS su, kao i časnici VSK, bili zapravo časnici Vojske Jugoslavije koji su sa svojim obiteljima živjeli u Srbiji, te bi u smjenama od po 6 mjeseci dolazili zapovijedati postrojbama VRS, i dalje primajući plaće iz Beograda.

## Nadmoć
Za ostvarenje svojih ciljeva, JNA je od 1991. do ožujka 1992., postupno prebacivala svoje snage iz Slovenije i Hrvatske u Bosnu i Hercegovinu. Zadnja postrojba JNA, koja je napustila Hrvatsku je 9. Korpus (kninski), koji je razmješten u zapadnu Bosnu. U Bosni i Hercegovini su se kroz 1991. godinu potajno počele naoružavati buduće sukobljene strane. Najveću prednost u naoružanju su imali bosanski Srbi, koji su se mogli oslanjati na JNA, koja je početkom 1992. godine u BiH raspolagala s 83.000 vojnika, 460 – 500 tenkova, 400 – 420 oklopnih vozila i 950 – 1000 topova. S druge strane, hrvatska i bošnjačka strana su u pogledu materijalno-tehničkih sredstava bile u znatno inferiornom položaju naspram srpskoj strani, te su se mogli uzdati samo u vlastitu snalažljivost, kao i u pomoć Republike Hrvatske, koja međutim nije u to vrijeme još raspolagala sredstvima koja bi bila usporedivo s onima kojima je raspolagala JNA.
U situaciji kada se u rukama srpske strane našla znatna većina naoružanja kojim je SFR Jugoslavija do tada raspolagala, Vijeće sigurnosti Ujedinjenih naroda 24. rujna 1991. godine je donijelo Rezoluciju broj S/713 (1991) kojom se uveden embargo na uvoz oružja u bivšu Jugoslaviju. Rezolucija je posve očigledno stavila u povoljniji položaj daleko bolje naoružanu srpsku stranu; računa se da je prednost srpske strane u oružju za vrijeme rata u BiH bila približno 9:1. Međunarodni akteri koji su sudjelovali u uvođenju embarga – donošenje Rezolucije br. S/713 (1991) je bio plod odlučne aktivnosti francuske i britanske diplomacije – su bili posve svjesni da njenim donošenjem u rujnu 1991. god. pogoduju srpskoj strani.
Još jedan dodatni problem je predstavljalo oduzimanje oružja Teritorijalnoj obrani, kako u Hrvatskoj, tako i u Bosni i Hercegovini. Naime, na temelju zapovijedi SSNO-a i Predsjedništva SRBiH od 19. listopada 1990. godine, cjelokupno oružje TO-a SRBiH je povučeno u skladišta JNA, što je znatno otežalo obrambene mogućnosti Hrvata i Bošnjaka na početku rata.

## Organizacijska struktura
Povlačenje JNA iz BiH bilo je samo deklarativno. Sustav zapovijedanja, postavljanja na dužnost, promicanja, plaće te planiranje snaga ostalo je isključivo u nadležnosti Generalštaba Vojske Jugoslavije. Sukladno tome, zapovijed o ustrojavanju Vojske Republike Srpske izdao je general pukovnik Blagoje Adžić 10. svibnja 1992. U zapovijedi, između ostalog stoji:
Formira se Glavni štab VRS u sljedećem sastavu:
- zapovjednik: general potpukovnik Ratko Mladić
- načelnik štaba: general major Manojlo Milovanović
- pomoćnik za moral i informiranje: general major Milan Gvero
- pomoćnik za pozadinu: general major Đorđe Đukić
- načelnik sigurnosti: pukovnik Zdravko Tolimir
- načelnik za mobilizaciju: pukovnik Mićo Grubor

VRS je bila ustrojena u šest korpusa, i to:
- 1. Krajiški korpus (5. korpus JNA), zapovjednik: general major Momir Talić, načelnik: pukovnik Boško Kelečević
- 2. Krajiški korpus (9. korpus JNA), zapovjednik: general major Grujo Borić, načelnik: pukovnik Mićo Vlaisavljević
- Istočnobosanski korpus (17. korpus JNA), zapovjednik: pukovnik Dragutin Ilić, načelnik: pukovnik Budimir Gavrić
- Sarajevsko-romanijski korpus (4. korpus JNA), zapovjednik: pukovnik Stanislav Galić, načelnik: pukovnik Dragan Marčetić
- Drinski korpus, zapovjednik: pukovnik Milenko Živanović, načelnik: pukovnik Milorad Skočajić
- Hercegovački korpus (13. korpus JNA), zapovjednik: pukovnik Radovan Grubač, načelnik: pukovnik Vlado Spremo

Odluku generala Blagoja Adžića potvrdilo je 12. svibnja 1992. godine Predsjedništvo SFR Jugoslavije, a politički je prezentirano da odluku tog istog 12. svibnja 1992. godine donosi Skupština Republike Srpske u Banjoj Luci. VRS je preuzela cjelokupne postrojbe koje su do tada bile u sastavu JNA, bez mijenjanja organizacijske strukture, odora, naoružanja i opreme.

## Inozemni dobrovoljci
U srpskim postrojbama borili su se i inozemni dobrovoljci. Pristupili su regularnoj vojsci VRS, ili paravojnim poput Belih vukova iz Pala, Pantera iz Bijeljine. Bili su među njima ruski, bjeloruski, ukrajinski, kazahstanski, bugarski i drugi državljani. Još uvijek nije poznat točan broj dobrovoljaca iz Rusije koji su poginuli braneći Republiku Srpsku. Bila su tri ruska dobrovoljačka odreda. Ruski udarni odred nosio je ime Aleksandra Aleksandrova iz Petrograda, pokopanog na sarajevskom groblju Hreša. U Višegradu je 2011. podignut spomenik 37 poginulih ruskih dobrovoljaca. Novinarka i publicistica Ljiljana Bulatović iz Beograda smatra da je poginulih barem 49 i da to nije konačan broj. Ruski dobrovoljci bili su profesionalni vojnici, među njima i ratni veterani iz drugih ratova, kao onih iz Pridnjestrovlja,  Abhazije, Gruzije i Angole, policajci i obični ljudi. Sudjelovali su u borbama u Skelanima i Sarajevu, oko Vlasenice, Prače, na Židovskom groblju, na Zlatištu iznad Sarajeva, Dobrinji, Višegradu, Ozrenskoj ulici, Goraždu, u okolini Trnova, na planini Hum, na Mojševičkom brdu, Tvirkovićima, na Treskavici, kod Žepe i dr.